# Smash Court Tennis Pro Tournament 2
Smash Court Tennis Pro Tournament 2 és un videojoc esportiu de tennis per a la consola PlayStation 2. Fou desenvolupat per Now Production i publicat per Sony Computer Entertainment a Europa el 28 de maig de 2004 (per Namco a la resta del món).
És la seqüela del joc Smash Court Tennis Pro Tournament.

## Jugabilitat
La jugabilitat bàsica és similar a la de qualsevol altre títol de simulació de tennis simple. El punt destacat del Smash Court Tennis Pro Tournament 2 és la major precisió dels moviments.
El joc inclou nombroses pistes (com ara de l'Open d'Austràlia, de Roland Garros, de Wimbledon i de l'Open dels Estats Units) i tennistes de la vida real, amb l'addició dels personatges desblocables de les sèries Soulcalibur i Tekken. Els jugadors també poden fer servir el seu propi tennista creat a la carrera de la modalitat Pro Tour.

### ModalitatsArcadeiExhibition
La modalitat Arcade presenta una sèrie de tres (Amateur), quatre (Challenger) o cinc (Pro) tornejos senzills contra jugadors hàbils, mentre que la modalitat Exhibition permet una major personalització dels partits.

### ModalitatTutorial
Inclou una sèrie de lliçons per ajudar els jugadors a adaptar-se als diferents tipus de tirs i a les diferents tècniques.

### ModalitatPro Tour
Permet als jugadors crear el seu propi tennista i engegar una carrera en la qual disputarà diversos partits i tornejos per mirar de pujar a la posició del número 1 del món.
La primera vegada que es crea un perfil, els jugadors poden triar el nom del tennista i el país que representarà, per a després personalitzar-ne la forma de la cara, el cossatge, el pentinat, etc., a més de l'estil de joc, que tindrà un impacte considerable als partits.
Una vegada entren a la carrera, els jugadors accedeixen a un calendari dels diversos tornejos, sessions d'entrenament i esdeveniments als quals poden participar. En jugar-hi, el tennista obté un nombre variable de punts d'experiència, necessaris per participar en més tornejos. Amb l'augment o la pèrdua dels punts, el tennista puja o cau a la classificació. Amb l'experiència, els usuaris també poden millorar les diferents qualitats del tennista i comprar articles nous a la botiga. Pel que fa als tornejos, els jugadors juguen només les "missions" (Mission Play), que salten als moments destacats de cada partit i els proporcionen un simple objectiu que han d'assolir per guanyar. Tanmateix, els jugadors poden canviar a l'estil de joc normal en què juguen els partits complets (Normal Play) als paràmetres de la carrera. Ocasionalment, els jugadors també rebran invitacions especials a tornejos o cartes dels fans.
Els tennistes creats al Pro Tour es poden utilitzar en la resta de modalitats, que mantenen les habilitats desenvolupades a la modalitat carrera.

### ModalitatChallenge
Presenta una sèrie de reptes que ajuden els jugadors a perfeccionar les seves habilitats del servei i del piloteig.

### ModalitatSpectator
Permet als jugadors configurar un partit personalitzat en el qual poden triar els tennistes, que seran tots controlats per la consola, i mirar així un partit automàtic.

### Trophy Room
Mostra tots els trofeus i els premis obtinguts i permet llegir els consells dels tennistes professionals desblocats, escoltar la banda sonora del joc i visualitzar els rècords de les diferents modalitats.

## Tennistes
El joc conté 16 tennistes reals i 4 desblocables de les sèries Soulcalibur i Tekken.
| Banderes | Banderes      | Nom                 | Qualitat          | Origen      |
| Joc      | Addic.        | Nom                 | Qualitat          | Origen      |
| -------- | ------------- | ------------------- | ----------------- | ----------- |
| USA      | USA           | Andy Roddick        | Power Serves      | Real        |
| ESP      | País Valencià | Juan Carlos Ferrero | Strong Forehand   | Real        |
| GBR      | Anglaterra    | Tim Henman          | Serve & Volley    | Real        |
| AUS      | AUS           | Lleyton Hewitt      | Baseliner         | Real        |
| USA      | USA           | James Blake         | Hard Hitter       | Real        |
| RUS      | RUS           | Marat Safin         | Hard Hitter       | Real        |
| FRA      | Occitània     | Richard Gasquet     | All-Around        | Real        |
| DEU      | DEU           | Tommy Haas          | All-Around        | Real        |
| BEL      | Valònia       | Justine Henin       | Powerful Backhand | Real        |
| BEL      | Flandes       | Kim Clijsters       | Baseliner         | Real        |
| USA      | USA           | Serena Williams     | Power Player      | Real        |
| FRA      | FRA           | Amélie Mauresmo     | Hard Hitter       | Real        |
| USA      | USA           | Lindsay Davenport   | Fast Strokes      | Real        |
| USA      | USA           | Jennifer Capriati   | Baseliner         | Real        |
| SVK      | SVK           | Daniela Hantuchová  | All-Around        | Real        |
| RUS      | RUS           | Anna Kúrnikova      | All-Court Player  | Real        |
| JPN      | JPN           | Heihachi Mishima    | Power Player      | Tekken      |
| CHN      | CHN           | Ling Xiaoyu         | Baseliner         | Tekken      |
| FRA      | FRA           | Raphael Sorel       | Fast Strokes      | Soulcalibur |
| TUR      | TUR           | Cassandra Alexandra | Serve & Volley    | Soulcalibur |

## Recepció
El Smash Court Tennis Pro Tournament 2 rebé una qualificació de 74/100 segons el Metacritic. Ryan Davis, del diari GameSpot, digué: "els jugadors de la PlayStation 2 haurien de trobar moltes coses a apreciar del Smash Court Tennis Pro Tournament 2". Ed Lewis, del web IGN, notà: "en general, encara no és el millor [joc] que hi ha, però n'és definitivament una actualització sòlida [de la preqüela] i es manté amb força per si mateixa."
El web Eurogamer li assignà una puntuació de 5 sobre 10; l'Official U.S. PlayStation Magazine i el diari The Times, 4 sobre 5.